# Championnats du monde de biathlon 1999
Navigation
Pokljuka et Hochfilzen 1998 Oslo et Lahti 2000
Les Championnats du monde de biathlon se sont tenus à Kontiolahti (Finlande) au mois de février et à Oslo (Norvège) au mois de mars.

## Déroulement
Les Championnats du monde 1999 étaient programmés du 6 au 14 février 1999 à Kontiolahti qui avait déjà accueilli l'épreuve du relais hommes des Championnats du monde 1990. La nouvelle course de la mass start figure pour la première fois au programme des championnats du monde, tandis que la course par équipes est abandonnée. Le déroulement de la compétition est cependant fortement perturbé par les conditions de froid extrême, les températures demeurant pendant une grande partie de la période des mondiaux au-dessous de -20 degrés Celsius, et ce malgré les différentes tentatives pour réchauffer l'air. Les premières épreuves qui devaient avoir lieu (sprint) sont ainsi reportés à plusieurs reprises au fil de la semaine. Lorsque les conditions deviennent enfin acceptables pour la pratique du biathlon, il ne reste que trois jours. L'IBU décide alors de remplir le programme pour les vendredi, samedi et dimanche en enchaînant les épreuves les plus courtes en distance (respectivement sprint, poursuite, relais) afin de préserver les athlètes, et de par conséquent reporter les épreuves les plus longues (individuel, mass start). Les individuels et mass-starts sont donc ajournés et finalement disputés un mois plus tard, les 11 et 13 mars à Oslo, lieu de la huitième et dernière étape de la saison de Coupe du monde.
L'Allemagne domine largement le tableau des médailles avec six médailles d'or.

## Les résultats

### Hommes
| Épreuve             | Or                                                                     | Argent                                                                    | Bronze                                                                      |
| Sprint 10 km        | Frank Luck                                                             | Patrick Favre                                                             | Frode Andresen                                                              |
| Poursuite 12,5 km   | Ricco Gross                                                            | Frank Luck                                                                | Sven Fischer                                                                |
| Individuel 20 km    | Sven Fischer                                                           | Ricco Gross                                                               | Vadim Sasjurin                                                              |
| Relais 4 × 7,5 km   | Biélorussie Alexei Aidarov Petr Ivashko Vadim Sachourine Oleg Ryjenkov | Russie Viktor Maigourov Vladimir Dratchev Sergueï Rojkov Pavel Rostovtsev | Norvège Halvard Hanevold Dag Bjørndalen Frode Andresen Ole Einar Bjørndalen |
| Départ Groupé 15 km | Sven Fischer                                                           | Vladimir Dratsjev                                                         | Ole Einar Bjørndalen                                                        |

### Femmes
| Épreuve               | Or                                                                     | Argent                                                               | Bronze                                                                         |
| Sprint 7,5 km         | Martina Zellner                                                        | Magdalena Forsberg                                                   | Olena Zubrilova                                                                |
| Poursuite 10 km       | Olena Zubrilova                                                        | Martina Halinarova                                                   | Martina Zellner                                                                |
| Individuel 15 km      | Olena Zubrilova                                                        | Corinne Niogret                                                      | Albina Akhatova                                                                |
| Relais 4 × 6 km       | Allemagne Uschi Disl Simone Greiner-Petter Katrin Apel Martina Zellner | Russie Nadejda Talanova Galina Koukleva Olga Romasko Albina Akhatova | France Delphyne Burlet Florence Baverel-Robert Christelle Gros Corinne Niogret |
| Départ Groupé 12,5 km | Olena Zubrilova                                                        | Galina Kukleva                                                       | Magdalena Forsberg                                                             |

## Le tableau des médailles
| Médailles | Pays        | Or | Argent | Bronze | Ensemble |
| --------- | ----------- | -- | ------ | ------ | -------- |
| 1         | Allemagne   | 6  | 2      | 2      | 10       |
| 2         | Ukraine     | 3  | 1      | 1      | 5        |
| 3         | Biélorussie | 1  | 0      | 1      | 2        |
| 4         | Russie      | 0  | 3      | 1      | 4        |
| 5         | France      | 0  | 1      | 1      | 2        |
| 5         | Suède       | 0  | 1      | 1      | 2        |
| 7         | Italie      | 0  | 1      | 0      | 1        |
| 7         | Slovaquie   | 0  | 1      | 0      | 1        |
| 9         | Norvège     | 0  | 0      | 3      | 3        |